# 294 Felicia
294 Felicia је астероид главног астероидног појаса. Приближан пречник астероида је 52,97 km,
а средња удаљеност астероида од Сунца износи 3,145 астрономских јединица (АЈ).
Инклинација (нагиб) орбите у односу на раван еклиптике је 6,293 степени, а орбитални период износи 2037,678 дана (5,578 година). Ексцентрицитет орбите астероида износи 0,241.
Апсолутна магнитуда астероида износи 9,60 а геометријски албедо 0,091.
Астероид је откривен 15. јула 1890. године.